# بروس عبدالله
بروس عبدالله (انگلیسی: Bruce Abdoulaye؛ زادهٔ ۱۵ آوریل ۱۹۸۲) بازیکن فوتبال اهل جمهوری کنگو است.
از باشگاه‌هایی که در آن بازی کرده‌است می‌توان به باشگاه فوتبال کلرمون فوت، باشگاه فوتبال لوزان-اسپورت، باشگاه فوتبال کشله، و باشگاه فوتبال متس اشاره کرد.
وی همچنین در تیم ملی فوتبال کنگو بازی کرده‌است.